# Border ballad
 (septembre 2013).
Si vous disposez d'ouvrages ou d'articles de référence ou si vous connaissez des sites web de qualité traitant du thème abordé ici, merci de compléter l'article en donnant les références utiles à sa vérifiabilité et en les liant à la section « Notes et références ».

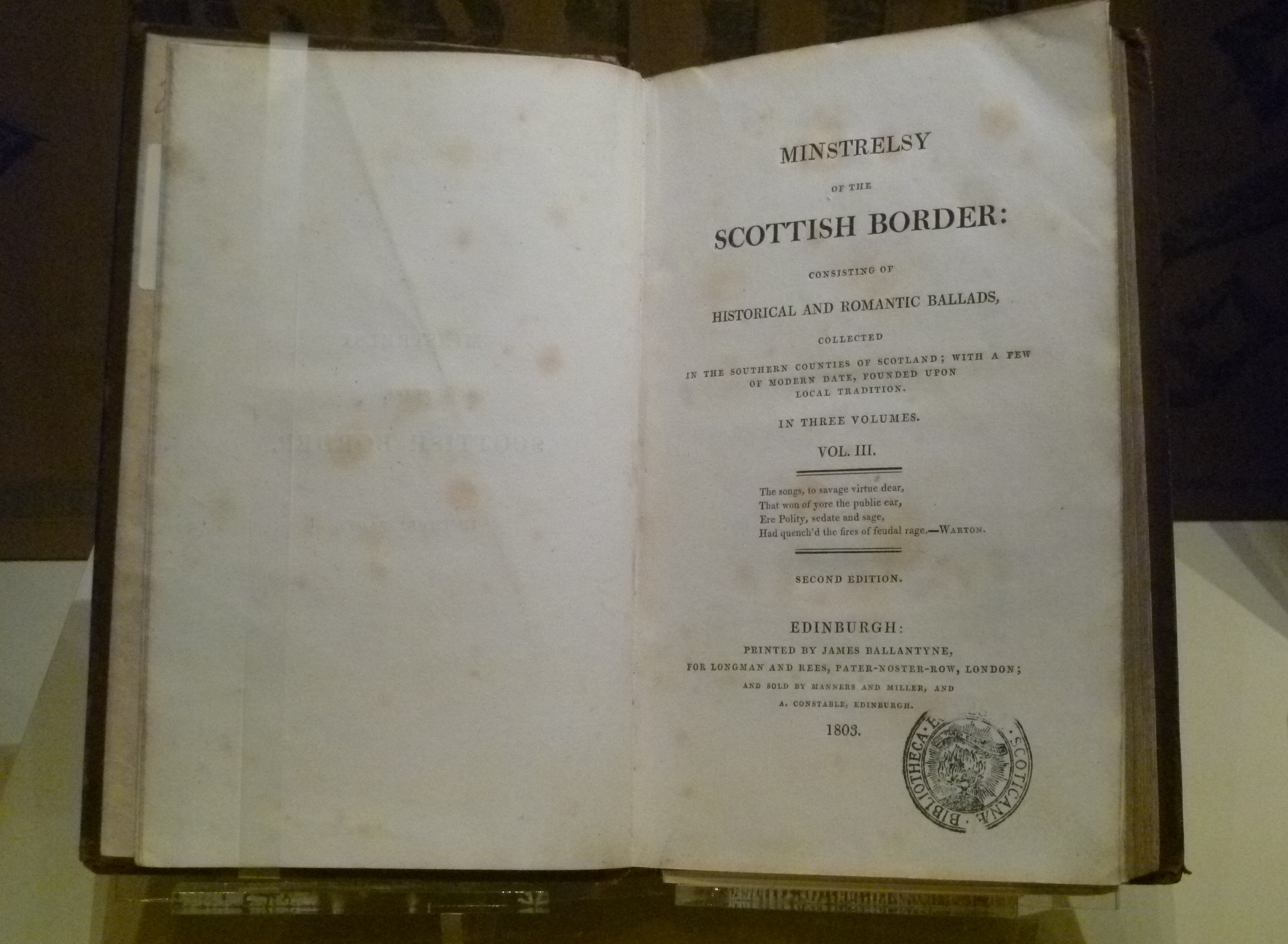
Archive

Le terme de border ballad (de l'anglais, littéralement « ballade de frontière ») désigne un type de ballades originaires de la région frontalière entre l'Angleterre et l'Écosse.
Cette frontière a une longue histoire de sang, de conquête et reconquête, attaque et contre-attaque (notamment avec les guerres d'indépendance de l'Écosse). Il a aussi une tradition ancienne de composition de ballades, si bien que beaucoup de chansons existent sous l'appellation de border ballads, parce qu'elles ont été recueillies dans cette région.
Les border ballads, comme toutes les ballades traditionnelles, ont été traditionnellement chantées a cappella. Il peut y avoir un motif se répétant, mais il n'y a aucun refrain comme dans la plupart des chansons pop. Le surnaturel est un thème commun dans les border ballads, tout comme les récits d'attaques et de batailles.

## Exemples
- Thomas the Rhymer (ou True Thomas, ou Thomas of Erceldoune) qui s'ouvre dans la ville écossaise d'Erceldoune (actuelle Earlston, dans le Berwickshire) ;
- Tam Lin, très connue ;
- Minstrelsy of the Scottish Border par Sir Walter Scott.